# 20 de Noviembre, Motozintla
20 de Noviembre är en ort i Mexiko.   Den ligger i kommunen Motozintla och delstaten Chiapas, i den sydöstra delen av landet, 900 km sydost om huvudstaden Mexico City. 20 de Noviembre ligger 485 meter över havet och antalet invånare är 296.
Terrängen runt 20 de Noviembre är kuperad åt sydväst, men åt nordost är den bergig. 20 de Noviembre ligger nere i en dal. Runt 20 de Noviembre är det tätbefolkat, med 297 invånare per kvadratkilometer. Närmaste större samhälle är Huixtla, 12,5 km sydväst om 20 de Noviembre. I omgivningarna runt 20 de Noviembre växer i huvudsak städsegrön lövskog.